# Бен-Хур (филм)
„Бен-Хур“ (на английски: Ben-Hur) е американска епична историческа драма от 2016 г. на режисьора Тимур Бекмамбетов, по сценарий на Кийт Кларк и Джон Ридли. Това е петата филмова адаптация на романа „Бен Хур: Една християнска притча“, написана от генерал Лю Уолъс през 1880 г. след краткия ням филм от 1907 г., немия филм от 1925 г., наградения с „Оскар“ филм от 1959 г. и едноименния анимационен филм от 2003 г. Това е третата версия на „Бен-Хур“, който е пуснат от „Метро-Голдуин-Майер“. Във филма участват Джак Хюстън, Морган Фрийман, Тоби Кебъл, Назанин Бониади, Халюк Билгинер и Родриго Санторо.
Снимките започват на 2 февруари 2015 г. в Матера, Италия, продължават пет месеца и завършват през юни 2015 г. Премиерата на филма се състои в Мексико Сити на 9 август 2016 г. и е театрално пуснат от „Парамаунт Пикчърс“ и „Метро-Голдуин-Майер“ на 19 август 2016 г. в 2D, 3D, Real3D, Digital 3D и IMAX 3D.

## Актьорски състав
| Актьор            | Роля                                          |
| ----------------- | --------------------------------------------- |
| Джак Хюстън       | Юда бен Хур                                   |
| Тоби Кебъл        | Месала                                        |
| Морган Фрийман    | Шейх Илдерим                                  |
| Назанин Бониади   | Естир, еврейска робиня и любовница на Бен-Хур |
| Родриго Санторо   | Исус                                          |
| София Блек-Д'Елиа | Тирза, сестра на Бен-Хур                      |
| Айелет Зурер      | Наоми, майка на Бен-Хур                       |
| Халюк Билгинер    | Симонид                                       |
| Мойзес Ариас      | Дисмас                                        |
| Пилоу Асбек       | Пилат Понтийски                               |
| Маруан Кензари    | Друз                                          |
| Джеймс Космо      | Квинт Арий                                    |

## В България
В България филмът е пуснат по кината на 19 август 2016 г. от „Форум Филм България“.
На 16 юни 2019 г. се излъчва премиерно по „Нова телевизия“ в неделя от 20:00 ч. с български дублаж. Екипът се състои от:
| Озвучаващи артисти  | Христина Ибришимова Нина Гавазова Александър Воронов Силви Стоицов Христо Узунов Ивайло Велчев |
| Преводач            | Саша Добрева                                                                                   |
| Тонрежисьор         | Цветомир Цветков                                                                               |
| Режисьор на дублажа | Димитър Кръстев                                                                                |